# Makarov PM
Makarov (rusky Пистолет Макарова, Pistolet Makarova, zkráceně PM) je standardní sovětská pistole ráže 9 mm užívaná především jako osobní zbraň důstojníků všech druhů vojsk, výzbroj posádek lodí, ponorek, letadel či vrtulníků ve většině států bývalé Varšavské smlouvy. Vyznačuje se malými rozměry a užité střelivo celkem dobrými střeleckými vlastnostmi, které jsou pro bojovou pistoli sloužící jako záložní zbraň používanou na boj do 100 metrů dostatečné.

## Vznik

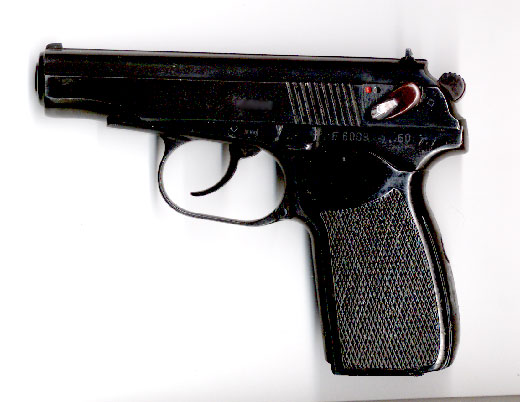
Pistolet M

Krátce po druhé světové válce Sovětský svaz znovu oživil plány na výměnu pistolí TT a revolverů Nagant M1895. Přijetí budoucí útočné pušky AK odsunulo pistoli na lehkou a praktickou zbraň sebeobrany. Tokarev nebyl vhodný pro takovou roli, protože byl těžký a objemný. Pistole Tokarev také neměly pojistku a střelivo byly považováno za příliš snadné na to, aby se ztratilo. Výsledkem bylo, že v prosinci 1945 začaly dvě samostatné soutěže o novou služební pistoli, respektive o pistoli ráže 7,62 mm a 9 mm. Později se usoudilo, že nový náboj 9,2 × 18 mm navržený B. V. Seminem byla tím nejlepším pro zamýšlenou roli. Nižší tlaky náboje umožňovaly praktický přímý dynamickým závěr, angl. blowback, při zachování nízkého zpětného rázu a dobré brzdné síly.
Soutěže se zúčastnilo několik inženýrů, včetně Korovina, Baryševa, Vojvodina, Simonova, Rakova, Klimova, Lobanova, Sevrjugina a Makarova. Zvláštní důraz byl kladen na bezpečnost, uživatelskou přívětivost, přesnost, hmotnost a rozměry. Po přísném zacházení, spolehlivosti a dalších testech vynikl Makarovův design, ovlivněný německou pistolí Walther PP, od ostatních svou naprostou jednoduchostí, vynikající spolehlivostí, rychlou demontáží a robustností. V dubnu 1948 došlo u Makarovovy pistole ke 20krát menšímu počtu poruch než u konkurenčních protějšků Baryševa a Sevrjugina a měla méně dílů. Pistole byla proto vybrána v roce 1949 k dalšímu vývoji a optimalizaci pro sériovou výrobu. V iževském závodě bylo zřízeno zařízení pro výrobu. Po mnoha významných konstrukčních změnách a vylepšeních byla zbraň v prosinci 1951 formálně přijata jako „9mm Pistolet Makarova“ nebo „PM“.

## Popis
Zbraň se velmi podobá pistoli Walther PP, jejíž je vylepšenou kopií. Vyznačuje se celkem čistým, hezkým vzhledem a padne dobře do ruky. Zpětný ráz je vskutku velký na balistické vlastnosti užitého střeliva, přesto v porovnání s ostatními zbraněmi patří mezi ty při střelbě pohodlnější. Mířidla jsou klasická (muška a hledí). Jde o pistoli nenáročnou a jednoduchou, s pistolemi Browning nebo SIG se nedá srovnat. V sovětské armádě, kde se nikdy nekladl příliš důraz na krátké palné zbraně, se tato pistole za prakticky použitelnou zbraň nikdy nepovažovala.
Makarov se vyrábí z velice kvalitních materiálů. Ty spolu s konstrukcí propůjčují zbrani velkou odolnost a spolehlivost, zbraň ale není zbytečně těžká. Pojistka je umístěna na levé straně pouzdra závěru.

### Vnitřní konstrukce

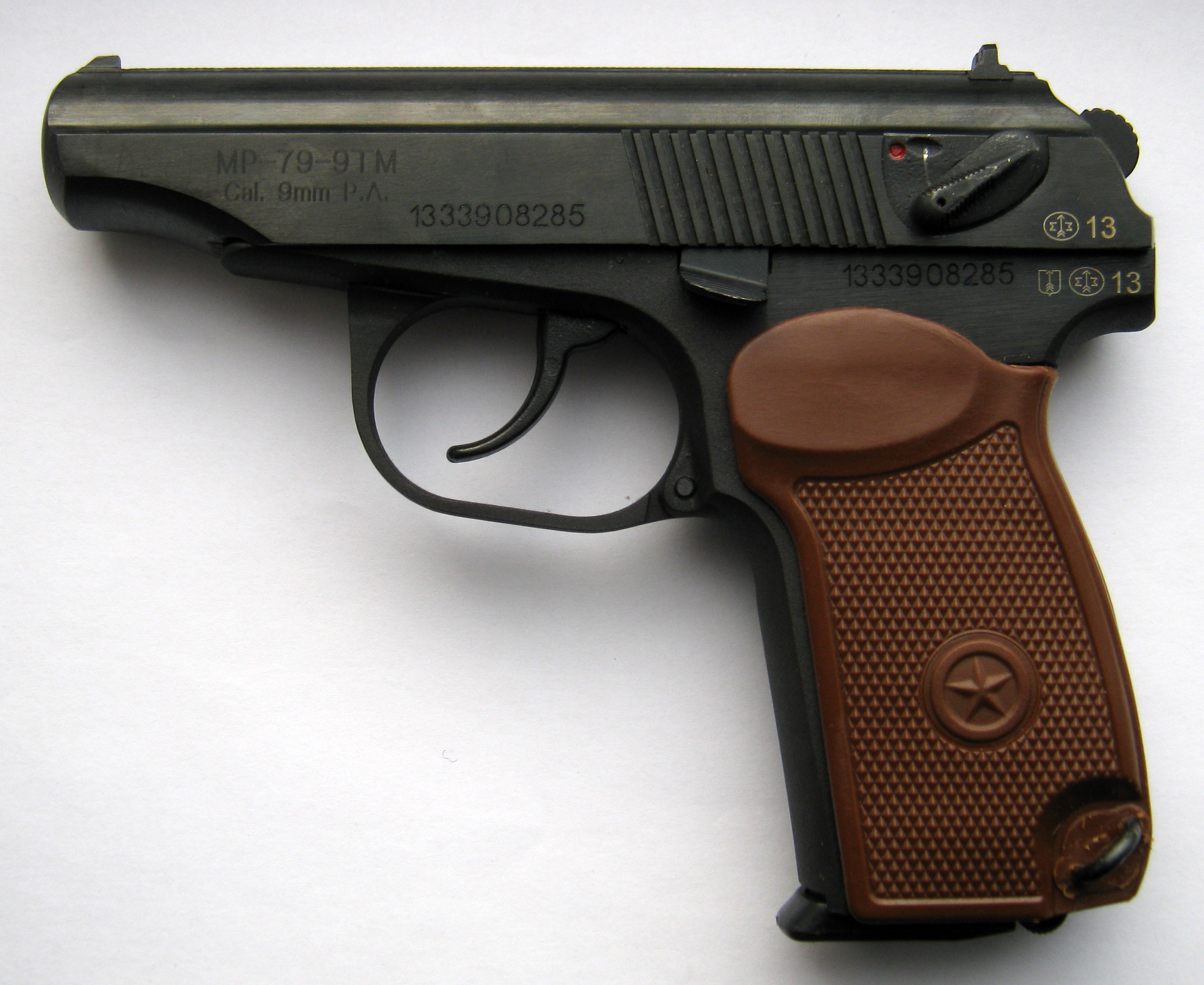
Pistole МР-79-9ТМ

Spouštěcí ústrojí zbraně je dvojčinné. Zajímavostí je pak, že Makarov díky vysoce posazenému zásobníku (téměř v úrovni hlavně) podává i prázdné nábojnice (najde-li se vůbec někdo, kdo je bude do zásobníku dávat). Jednoduchost konstrukce, umožňuje snadné vyladění chodu. Specialitou této zbraně jsou pouhé dva čepy. Jeden pomáhá zajistit spojení rámu s hlavní a druhý jistí lučík v těle pistole. Ostatní součástky mají čepy přímo na sobě a do těla se zasouvají průchody.
Pistole jako celek je maximálně jednoduchá, svou jednoduchostí a odolností se hodí do náročných podmínek. Pistole nemá sebemenší problém s podáváním nábojů pokrytých pískem, je schopná střílet i po ponoření do bahna či mokrého písku. Můžeme tedy z jistotou potvrdit, že se jedná o jednu z nejodolnějších pistolí na světě.[zdroj?]
Zbraň má i přes použití náboje Makarov dynamický závěr, takže veškerý zpětný ráz pohlcuje vratná pružina. Ta je také za tímto účelem dosti silná.
Hranice maximálního zatížení tohoto typu závěrového systému pravděpodobně leží někde blízko výkonnosti tohoto náboje. Rusko inovovalo munici pro pistoli Makarov, po upravení nábojové komory u nových zbraní (vroubkování, princip dobrzdění třením), se do těchto pistolí bez dalších úprav, používá zesílená munice. Je deklarováno že tyto nové náboje výkonem překonávají náboj 9 mm Luger. Střely těchto nábojů jsou označeny černou barvou a není možné je střílet z původních zbraní.

### Střelivo
Pistole Makarov užívá náboje 9 mm Makarov. Tento náboj pravděpodobně vychází z původně německého náboje 9 × 18 mm Ultra z období 2. světové války, za níž ovšem nebyl nikdy použit.
Jedná se o náboj 9 × 18 mm, jenž se svou výkonností řadí mezi náboje 9 x 19 mm Parabellum (též 9 mm Luger Parabellum) a 9 mm Browning. Použití takto výkonného náboje je pro bojovou pistoli dosti neobvyklé, pro poměrně nízkou výkonnost. Toto je možno vysvětlit tím, že v SSSR se pistole považovala za ryze záložní zbraň používanou důstojníky a osádkami, kteří nebojovali na delší vzdálenosti.

## Varianty

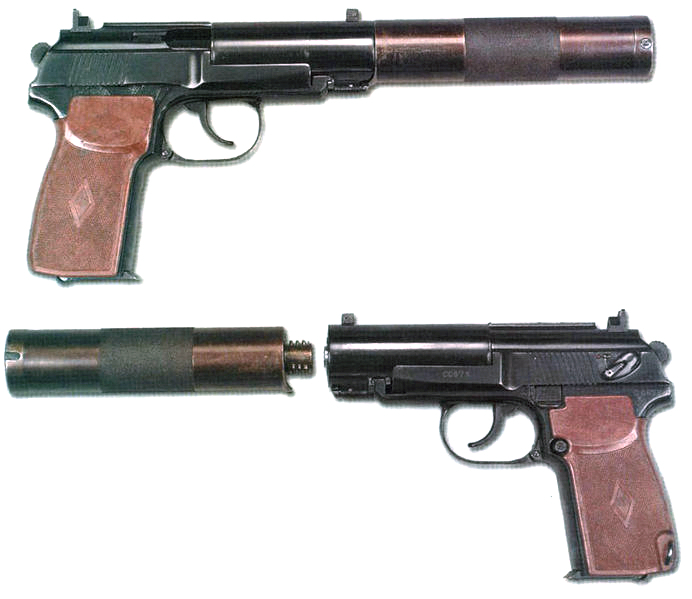
Model PB

Ze základní verze vznikla řada kopií v různých komunistických zemích celého světa.
Varianta s nasazeným tlumičem se nazývá PB ( Pistolet besšumnyj - tichá pistole).
- PB: tlumená verze
- PMM: modernizovaný model s dvouřadým zásobníkem na 12 nábojů a vyšší hmotností
- Typ 59: čínská replika
- K59: Vietnamská licencovaná verze Typu 59
- Iž 70/71: civilní modely, některé v ráži .380 ACP
- MR-371: Světlicová zbraň
- Baikal 442: civilní verze, dle některých zdrojů méně kvalitní než originální vojenská (rám není ocelový ale slitinový, nemagnetický)